# ServiceNow
ServiceNow, Inc. (NYSE: NOW) er en amerikansk softwarevirksomhed, der er baseret i Santa Clara, Californien. De udvikler en cloudcomputing-baseret platform, der hjælper virksomheder med at styre deres digitale workflow.
ServiceNow blev etableret som Glidesoft, Inc. i 2003 af Fred Luddy og senere registreret i Californien i 2004.